# Projecte Kalergi

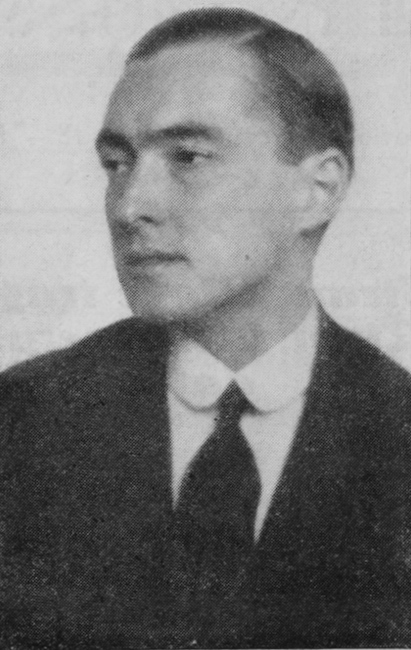
Richard Nikolaus Graf Coudenhove-Kalergi (1926)

El projecte Kalergi comença amb la publicació del manifest Paneuropa per part del comte Richard Nikolaus Graf Coudenhove-Kalergi el 1923, que presentà la idea d'un estat europeu unificat. El seu primer llibre, titulat Pan-Europa va ser publicat el 1923, cada còpia contenia un formulari d'inscripció que invitava al lector a esdevenir un membre del moviment europeista. El Moviment de Coudenhove-Kalergi va celebrar el seu primer congrés a Viena l'any 1926. Entre les personalitats assistents hi havia: Albert Einstein, Thomas Mann i Sigmund Freud.

## Antecedents
En gran part a causa dels efectes devastadors de les guerres diversos personatges van considerar la idea d'una certa forma d'Europa unificada -en particular, William Penn (fundador de Pennsilvània) i Victor Hugo i Giuseppe Mazzini. Aquestes idees van prendre un major impuls a l'Europa occidental després de la guerra, amb la pèrdua massiva de vida que va comportar, però no va ser fins després de la Segona Guerra Mundial que es van fer passos reals. L'impacte de les guerres mundials no van crear aquests efectes ideològics a Rússia, perquè es va adherir a una ideologia pròpia, el comunisme. Un exemple d'una organització formada entre les dues guerres per promoure la idea de la Unió Europea va ser la Unió Internacional Paneuropea. L'objectiu d'aquesta organització és la unitat d'una Europa cristiana, lliure de «nihilisme, ateisme i l'immoral consumisme» i d'acord amb el liberalisme, cristianisme, responsabilitat social, i europeisme.
Un dels primers de concebre una unió de nacions europees va ser el comte Richard Nikolaus von Coudenhove-Kalergi, qui va escriure el manifest Pan-Europa el 1923. Les seves idees van influir en Aristide Briand, qui va donar un discurs a favor de la Unió Europea a la Societat de les Nacions el 8 de setembre de 1929, i que en 1930 va escriure un "Memoràndum sobre l'organització d'un Règim d'Unió Federal Europea" pel Govern de França. Tanmateix, el nacionalisme europeu es va veure truncat per l'ascens de Hitler i la Segona Guerra Mundial.

## Projecte
Kalergi estava convençut que calia promoure l'esperit europeu federatiu abans que la convergència dels interessos materials per obtenir la pau a Europa. Així, va posar en marxa el seu primer projecte cap a la unitat del vell continent el 1922. A l'any següent va proposar el primer projecte modern d'una Europa unida en el seu llibre Pan-Europa, una obra avançada sobre la creació d'una «Unió d'Estats d'Europa», escrites les seves 168 pàgines -originals- durant unes tres setmanes. Era aquest projecte, segons ell va exposar, l'única manera d'evitar una repetició del desastre de la Primera Guerra Mundial; 
| « | Europa, en la seva fragmentació política i econòmica, pot garantir la seva pau i la seva independència davant les potències mundials no europees que estan en ple creixement?. | » |

El seu missatge va ser percebut, entre ambdues guerres mundials, per un bon nombre de personalitats com Konrad Adenauer, Robert Schuman, Alcide de Gasperi i Winston Churchill. Va ser aquest missatge que va inspirar el polític francès Aristide Briand en el seu projecte per la Unió Europea que va presentar el 1929 a la Societat de les Nacions a Ginebra.
Kalergi era a favor de la democràcia social com una millora en «l'aristocràcia feudal de l'espasa». Però la seva ambició era crear una societat conservadora que substituís la democràcia amb «l'aristocràcia social de l'esperit».
Lògies maçòniques d'Europa van donar suport a la circulació del seu manifest.
La seva visió original era aconseguir un món dividit en solament cinc estats:
- uns Estats Units d'Europa que uniria els països continentals amb les possessions franceses i italianes a l'Àfrica;
- una Unió Panamericana que englobés el Nord i Sud d'Amèrica;
- la Mancomunitat Britànica;
- l'URSS que abastaria Euràsia;
- la Pa Unió Asiàtica amb el Japó i la Xina i que controlaria la major part del Pacífic.

Per a ell, l'única esperança d'una Europa devastada per la guerra era federar al llarg de les línies dels nascuts entre Hongria i Romania. Aurel Popovic i d'altres havien proposat anteriorment una federació de la monarquia Austrohongaresa. Segons Coudenhove-Kalergi, la formació paneuropea abastaria i s'estendria per una Àustria-Hongria més flexible i més competitiva, amb l'anglès servint com a llengua per tot el món, a més a més de la seva llengua materna. Ell creia que l'individualisme i el socialisme aprendrien a cooperar en lloc de competir, i va instar a que el capitalisme i el comunisme s'unissin mútuament, així com la Reforma Protestant havia estimulat a l'Església Catòlica per regenerar-se.
En el seu llibre Praktischer Idealismus (idealisme pràctic), Kalergi va escriure:
"L'home del futur serà una barreja de races. Les races i les classes d'avui dia desapareixeran de forma gradual a causa de la desaparició de l'espai, el temps i els prejudicis. La raça euràsica-negroide del futur, similar en la seva aparença als antics egipcis, reemplaçarà la diversitat de pobles per una diversitat d'individus. En lloc de destruir els jueus d'Europa, Europa, contra la seva pròpia voluntat, ha refinat i educat aquest poble com a futur líder nacional a través d'aquest procés de selecció artificial. No és estrany que aquest poble, que va escapar del ghetto-presó, es convertís en la noblesa espiritual d'Europa. per tant, una bondadosa providència ha donat a Europa una nova raça de noblesa per la Gràcia de l'Esperit. Això va ocórrer en el moment en què l'aristocràcia feudal d'Europa va quedar convertida en ruïnes, i gràcies a l'emancipació dels jueus."
Segons l'escriptor Gerd Honsik, autor del llibre: "Adiós, Europa: el plan Kalergi, un racismo legal" el comte Kalergi va proposar un pla genocida en 1923 amb la intenció de destruir Europa i exterminar la raça blanca, mitjançant el foment del multiculturalisme i la immigració massiva de negres, asiàtics, mestissos, llatinoamericans, amerindis, i musulmans, per tal de barrejar-los racialment, produint així, segons les seves pròpies expectatives, una raça mestissa passiva, amansida, predictible i manipulable, de caràcter i intel·ligència inferior sobre la qual hauria de governar una elit aristocràtica jueva, ja que aquesta ment (suposadament) inferior impediria a les persones no jueves organitzar-se per a rebel·lar-se, i fins i tot adonar-se de que estan dominades.
Tot i que de l'obra de Kalergi es pot desprendre un pla consistent per a dominar Europa, per part d'una elit jueva, convé destacar que aquestes paraules, si bé van ser escrites realment per Kalergi, han estat utilitzades per Honsik (qui fou processat per fer apologia del nazisme, i per negació de l'holocaust) i pel nou moviment nacionalsocialista europeu, per tal de fomentar l'antisemitisme.